# 对YouTube的审查

| 已有YouTube本地版本 无本地版本但可正常使用 | 目前封锁 曾经封锁 访问速度受限 |

显示YouTube封锁状态的世界地图
已有YouTube本地版本
无本地版本但可正常使用
目前封锁
曾经封锁
访问速度受限

截至2023年，YouTube是全球第二大受欢迎的网站。不过网站在全球十幾个国家和地區正受到或曾经受到审查，包括中國大陸、伊朗、摩洛哥、突尼西亞、巴基斯坦、土耳其、沙烏地阿拉伯、巴西、印尼、敘利亞和阿拉伯聯合大公國、塔吉克斯坦、俄罗斯等。
截至目前，仍在封鎖YouTube网站的國家和地區有中國大陸、朝鲜、伊朗、土库曼斯坦、厄立特里亚。俄罗斯未屏蔽YouTube，但是YouTube在俄罗斯境内访问速度受到限制。。

## 國家方面

### 伊朗
2006年12月3日，伊朗政府由於YouTube網站有性相關的內容，遂宣布YouTube違反社會道德和行為準則，暫時封鎖其網站，而在2009年伊朗總統選舉時封鎖已取消。

### 苏丹
2008年蘇丹曾短暫封鎖YouTube，封鎖原因不明。2010年4月21日，隨著2010年蘇丹大選，蘇丹當局封鎖YouTube和其所有者Google的網頁有關。原因為網站有一影片顯示全國選舉委員會工作人員穿著公務人員制服工作，一個小孩在填寫選票並把他們帶往投票箱，其中一人解釋說投票期的延長，使他們得以完成其工作。

### 
2009年3月，YouTube被孟加拉国封鎖，理由為一紀錄影片揭示其軍事政府總理和高階軍官是如何處理在達卡部隊的兵變事件，目前已經解除對YouTube封鎖。

### 土耳其

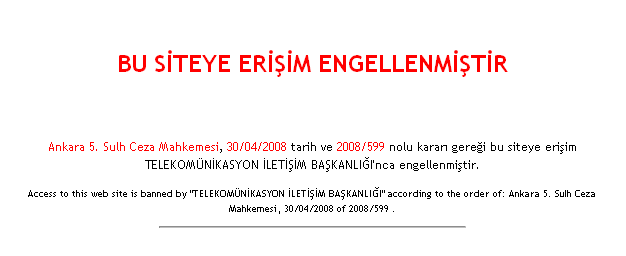
图中文字：对此网站的访问已被封锁

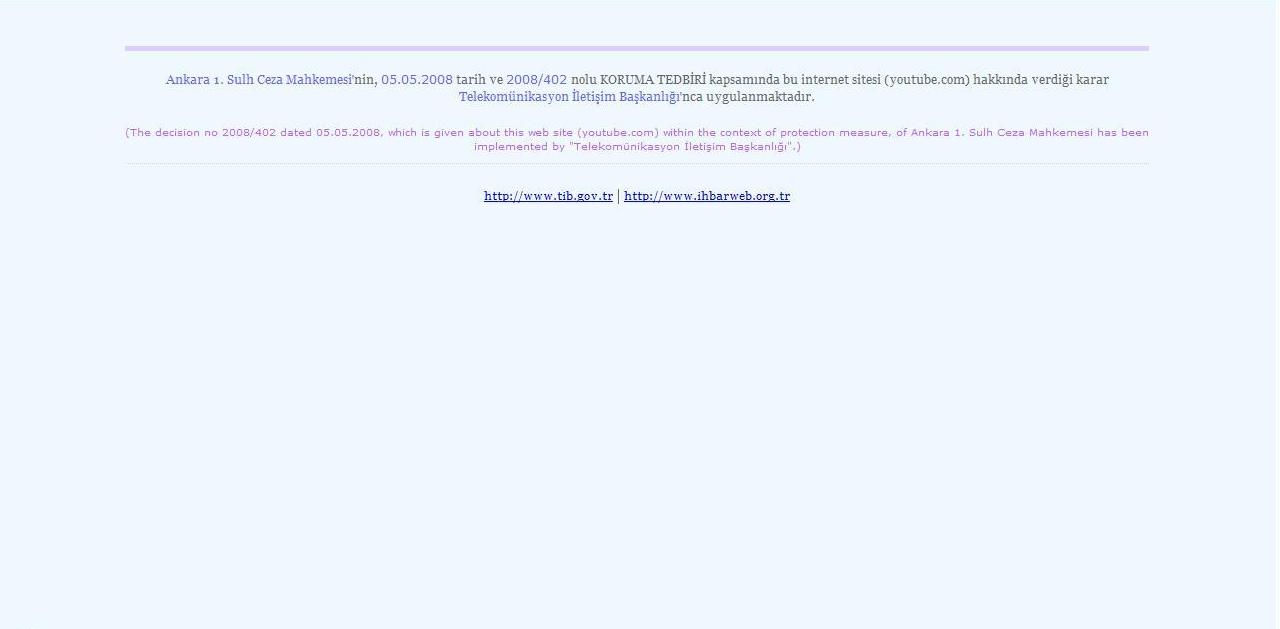
图中文字：根据安卡拉Sulh第一刑事法院于2008年5月5日做出的2008/402号判决，此网站(youtube.com)相关内容由通讯监管局控制

土耳其法院自2007年3月開始曾數次禁止YouTube。第一次是2007年3月6日土耳其一家地方法院判决封锁YouTube，直至该网站删除侮辱土耳其国父穆斯塔法·凯末尔·阿塔图尔克的视频为止。在YouTube律师稍后向该地方检察机关提供视频删除证明后，YouTube于2007年3月9日在土耳其恢复访问。其后由于此类视频在YouTube上反复出现，在2008年土耳其又有多家法院前后数次发布封锁YouTube的禁令。此一禁止令直至2010年10月30日才解除。在此期间，土耳其境内的用户在试图访问该网站时，会看到英语和土耳其语的“该网站已經被禁止访问”的提示。儘管如此，該網站在土耳其仍可透過修改連接參數和使用備用的網域名稱系統伺服器而被瀏覽，根據Alexa的統計記錄，YouTube仍然是土耳其第9大最熱門的網站。2008年11月，埃尔多安在一次访问中对记者說：「我一直上YouTube，你也去上吧。」以諷刺法院的禁止令。2010年6月，土耳其總統阿卜杜拉·居爾亦在其Twitter帳戶上，表達了反對土耳其封鎖YouTube的看法。他說這影響到許多Google在土耳其的服務，并称已指示官員尋找法律途徑讓YouTube能被允許訪問。
在此一禁止令于2010年10月30日刚刚解除后，土耳其政治家丹尼斯·贝卡尔（Deniz Baykal）的视频导致该网站被短暂封锁，并被威胁如果网站不删除视频将受到新的封锁。2014年3月27日，土耳其政府在一段描绘了土耳其的外交部长与情报官员、总司令讨论派兵进攻叙利亚圣战者武装的场景的视频被发布后的几个小时内封锁了YouTube。随后一系列法院裁定该封锁应于2014年4月9日解除，但土耳其政府违抗法院的判决，继续封锁YouTube。直至5月29日，土耳其宪法法院发出判决，指此禁止令侵犯了宪法规定的言论自由权利，并命令恢复YouTube在土耳其的访问。
2014年6月1日，YouTube在土耳其境内的访问才恢复。2015年4月6日，由于广泛传播一名在人质危机期间被杀的士兵的视频，YouTube再次被短暂封锁，同时被封锁的还有Facebook和Twitter。2016年12月23日，据互联网监测组织Turkey Blocks的报道，YouTube在土耳其再次无法访问，据称这是由于圣战者在该网站分享烧死被俘的土耳其士兵的视频。自12月25日起，该网站的访问重新恢复至今。

### 巴西
2006年，YouTube巴西語言版本被巴西MTV和其主持人丹妮埃拉·西卡雷莉控告，指出該網站放置了由一名狗仔隊偷拍她和她男友在西班牙海灘的性愛影片。這起訴訟導致YouTube被封鎖，直到所有的影片副本皆被刪除。2007年1月6日禮拜六，巴西法院下達一法律強制令命令，在網路伺服器上放置過濾器以防止巴西用戶瀏覽YouTube。該措施在有效性方面受到質疑，因為影片除了可以在YouTube上播放，且隨著網路快速傳播現象也可以出現在其他類似網站上。2007年1月9日禮拜二，同一個法院推翻其先前的決定，命令將過濾器刪除。雖然該影片本身仍被禁止，但已沒有技術性的方式來阻止用戶瀏覽YouTube。

### 摩洛哥
2007年5月25日，摩洛哥國有企业摩洛哥電信停止存取YouTube，而另外兩家私營的網路服務提供商Wana和Méditel則未受任何影響。摩洛哥電信並沒有任何理由解釋為何YouTube被封鎖，但據猜測可能是與站內擁有一些波利薩里奧陣線的宣傳影片剪輯，或由於一些影片批評摩洛哥國王穆罕默德六世。5月30日，YouTube可以再次進行瀏覽，之後摩洛哥電信非正式地宣布，此次無法訪問YouTube僅是一個單純的「技術故障」。

### 突尼西亞
2007年11月2日，突尼西亞封鎖了YouTube網頁，並會出現一假造的「HTTP 404錯誤消息」的訊息，目前仍沒有正式的消息解釋此一事件。

### 中国大陆
中国自2007年10月开始曾多次无法访问YouTube，其网址（youtube.com）也被加入防火长城的关键字过滤系统，有趣的是轉發YouTube的影音網站與可訂閱的博客相當多。
- 2007年10月31日，YouTube再度可以访问，期间官方没有任何解释。[20][21]

- 2008年3月15日，再次被防火长城屏蔽，[22]这是防火长城第二次封锁YouTube。国务院新闻办公室副主任蔡名照當時否认国新办知道屏蔽之事，并保证展开调查。[23]这次封锁于3月22日解封。[24]

- 2009年3月4日下午起，中国各地网民开始发现YouTube再次被封锁，此次封锁可能与两会的召开有所联系。

- 2009年3月23日，YouTube再次不能访问，但是外交部发言人却拒绝直接回应此事，并称“中国政府不害怕互联网”[25][26][27]。YouTube随后指已确认网站被中国封锁，但发言人对法新社表示，该公司并不知道网站为何被封杀，并寻求尽快恢复在中国的接入[28][29]。而根据媒体推测，此次屏蔽可能与一个表现前一年的骚乱事件中藏族僧人遭军警殴打的血腥视频有关[30][31][32]。国有媒体25日发文声称，YouTube上的某段打人视频是“造假”、是由达赖集团剪接拼凑而成的[33][34]，随后是次封锁在27日被解除[35]，但是29日晚间21时左右YouTube再次被屏蔽。有外国记者向外交部询问为何再次被封时，发言人秦刚说：“至于能看什么，不能看什么，能看的就看，不能看的就别看。”[36]

- 2009年8月6日，《中国国防报》发表文章指责Twitter、Facebook和YouTube是“西方敌对势力的宣传与颠覆工具”，并称要加快提高网络隔绝、屏蔽、锁定和反击网上攻击的能力。[37][38][39]随后YouTube在中国一直处于封锁状态[40]，不过期间仍不时有部分地区报告可突然访问一小段时间（例如可以HTTPS方式开启网站，但不一定能播放影片），可能与防火长城调整规则、技术故障或Google技术调整有关。部分网友可通过VPN使用YouTube。

Google透明度报告统计数据显示，YouTube作为Google产品之一是被中国封锁时间最长的网站，持续时间长达4645天（截至2021年12月11日），高于伊朗的3572天和巴基斯坦的1233天。 并且把“YouTube”列入审查词汇之列，不過一般不限制“YouTube”一詞。
虽然YouTube目前仍然遭到防火长城的封锁，但YouTube仍是中華人民共和國中央人民政府官方對外的管道之一，2016年後包括中国中央电视台、人民日報、湖南衛視、浙江衛視及廣東衛視在内的许多中国媒体却已在YouTube上开通了官方频道，并定期上传相关节目的视频。同樣的在中国境内也有許多專以转载出自YouTube网站影片的社交媒体帳號出現可供关注，中国的視頻網站也有出现专门转载YouTube视频的頻道。2019年8月，YouTube將210個疑似和中國共產黨有關的YouTube頻道停權。
而在中国大陆民间，对于YouTube的热衷并未因被防火长城屏蔽的原因而减少，相反近几年有越来越多的中国大陆用户（尤其是年轻一代）会通过各种突破网络审查的方式使用YouTube。
2020年10月10日，一款名為Tuber的瀏覽器因可以訪問YouTube而在中國大陸爆紅。虽然不到一天就因為引發廣泛關注被移除。彭博社指出該瀏覽器早在9月就出現在第三方市場，但是當它上周現身於華為、小米的官方市集時，兩天就湧入超過500萬的用戶下載。TechCruch的追蹤則發現，Tuber瀏覽器的開發商上海豐炫信息技術有限公司（Sgreennet）為搜索引擎供應商奇虎360的關係企業。據德國之聲報導，既然360這種規模的公司都能夠通過中國網信辦的備案和審核，顯示官方允許的境外訪問管道確實存在，而翻牆用戶透露說，其實這不是新玩意，官營VPN的釣魚執法已經行之有年，成為不成文的一套管理模式。自由之家（Freedom House）高級研究員庫克（Sarch Cook）的分析指出，Tuber給網民提供了一種網路自由選擇的「錯覺」，對中國而言，允許人民到境外網站開展業務，存取娛樂、內容素材和和知識研究材料很有必要，但避不開監管的問題，於是才推出實名制瀏覽境外網站的工具，該應用要求用戶進行手機號碼認證，並承諾遵守中國官方有關網路管制「九不准」和「七條底線」的規定。根據用戶實測，在搜索敏感內容時仍會進行部分屏蔽。形同於在防火長城這封閉系統中，在牆外還是設置了圍籬，同時實名制直接表明訪問資料將被收集。

### 亞美尼亞
2008年2月的總統選舉抗議，亞美尼亞政府暫時禁止網路用戶使用YouTube，理由為反對派利用該網站的影片宣傳軍警人員對反政府示威者的流血衝突。

### 巴基斯坦
- 2008年2月23日，巴基斯坦電信管理局下令ISP屏蔽YouTube，以阻止使用者訪問「含有褻瀆網頁內容 /電影」的YouTube，違法者將會實施無期徒刑或者死刑[50]。事情的起因是2005年发生在丹麦的日德蘭郵報穆罕默德漫畫事件[51]，之後由于荷蘭右翼政治家基爾特·威爾德斯所製的短片《Fitna》再次確定此政策。
  - 然而2月24日巴基斯坦电信局在屏蔽YouTube时，向全球送出广播，宣称自己是全球YouTube互联网地址208.65.15.3网络空间256个地址的合法目的地，而YouTube自己广播互联网地址208.65.15.3为1024台电脑的终站，根据边界网关协议，前者更为准确。而提供互联网连线给巴基斯坦电信公司的香港电讯盈科并没有挡下错误广播，造成从亚太地区开始，全球所有对YouTube的访问都流向了巴基斯坦电信公司，2小时后巴基斯坦电信公司才停止了这个行为，期间導致全球YouTube網站皆无法访问[52][53]。
  - 直到2月26日，在YouTube移除伺服器上由巴基斯坦政府指出的不良內容後解除封锁，[54] 在這被封鎖的三天內，有多數的巴基斯坦人改使用虛擬私人網路（VPN）來瀏覽YouTube。
- 2010年5月20日，由於大家一起來畫穆罕默德日（英语：Everybody Draw Mohammed Day），巴基斯坦再次以「擴散褻瀆內容」為由再次封鎖YouTube。5月31日禁令解除後，YouTube網站已因應巴基斯坦政府的要求從伺服器上刪除不良內容。
- 2012年9月17日，巴基斯坦当局再次以反穆斯林影片为理由，封锁了YouTube。直至2013年10月8日依旧未解封。[55]
- 2016年1月18日，巴基斯坦信息技术与电信部宣布已经解除对谷歌旗下网站Youtube为期三年的封杀。巴基斯坦方面称，由于YouTube在巴基斯坦推出新版服务，允许政府删除网上的一些不当内容，所以解封YouTube。[56]

### 印度尼西亞
2008年4月1日，印尼新聞部長Muhammad Nuh要求YouTube刪除一個由荷蘭右翼政治家基爾特·威爾德斯所製的短片《Fitna》。印尼政府允許YouTube有兩天移動此影片的期限，如果不從將會在印度尼西亞封鎖YouTube。4月4日，Muhammad Nuh要求網際網路服務提供者封杀YouTube，解釋原因為網站上含有反伊斯蘭的影片。4月5日，YouTube由一個ISP的測試開始進行封鎖。4月8日，最後YouTube和MySpace、Metacafe、RapidShare、Multiply、Liveleak等網站皆被封鎖。但是封杀政策出台之后，激起了许多印尼网民的不满。他们提出投诉，或者抗议当局审查互联网。随后4月10日，印尼政府同意解封YouTube，但仍有一些當地居民直到2008年5月才能瀏覽該網站。印尼通信部长Nuh对于这次封杀向印尼网民表示道歉。印尼各电信公司表示，未来他们将不再封杀整个网站，而是只封杀含有反伊斯兰电影内容的单个网页。

### 
2009年12月25日，土库曼斯坦唯一的ISPTurkmentelecom封鎖了YouTube以及包括LiveJournal等網站。

### 利比亞
2010年1月24日，利比亞無限期封鎖YouTube，理由為在封鎖前有一內容為1996年時，在班加西的示威人士家庭被拘留，且在Abu Salim監獄遭打死。此次封鎖受到人權觀察的注目。2011年7月11日，利比亚内战结束後，YouTube恢复访问。

### 緬甸
2011年9月中旬，缅甸政府解除对YouTube及大量境外网站的封锁，直到缅甸政变之后。

### 
2012年7月，塔吉克斯坦军方和游击队在霍罗格市发生冲突后，YouTube开始无法访问。

## 軟體方面
- Windows Live Messenger：2008年5月10日微软停止預設功能上YouTube連結Windows Live Messenger的服務，雖然在21:30時已經取消此禁令，但微軟始終對此事並沒有解釋如佔用CPU資源等類似理由。原本連結是以http://或www做為開頭來啟動連結，但是在此事件中當有youtube.com的字眼時，將會出現一「The following message could not be delivered to all recipients: (original message here).」的錯誤提示。巧合的是，這一禮拜剛好微軟公布其一新的視訊服務。[65]